# 畠山義続
畠山 義続（はたけやま よしつぐ）は、能登国の戦国大名。能登畠山氏の第8代当主。左衛門佐。

## 生涯
第7代当主・畠山義総の次男として生まれる。長兄・義繁が早世したため、後継者となる。天文12年（1543年）頃、越中国で神保氏と椎名氏との間で抗争が起こると、同国守護の畠山氏（畠山稙長）からの依頼により、調停のため家臣を派遣している。この動きを評価されたためか、天文14年（1545年）5月、稙長が死去した際には、義続がその跡（畠山宗家）を継ぐという風聞があったらしい。
同年（天文14年）7月に父・義総が死去すると、能登国守護職を継ぐ。しかし、義続の頃には家臣団による勢力争いが頻発した。
天文16年（1547年）、加賀に追放されていた叔父の畠山駿河が一向一揆の助力を得て、能登に攻め込んでくる（押水の合戦）。
天文19年（1550年）、重臣の遊佐続光と温井総貞の争いで七尾城が一部焼失するなど、義続は家臣団をうまく統率することができなかった。
この結果、大名権力が失墜し、重臣達は大名を傀儡化する畠山七人衆と呼ばれる年寄衆を作り、実権を握った。天文20年（1551年）に義続はこれら一連の騒乱の責任を取る形で、家督を嫡男の畠山義綱に譲って隠居し、以後は義綱の後見人を務めた。
その後は大名権力の回復を目指し、弘治元年（1555年）に義続は畠山七人衆の実権を握る温井総貞を他の重臣と協力して誅殺した。こうして、一時は大名権力を取り戻したのだが、その後にさらなる強化を図ってかえって重臣の反発を招き、永禄9年（1566年）に重臣によって孫の畠山義慶が擁立されると、義続は義綱と共に国外追放とされてしまった（永禄九年の政変）。
その後、六角氏と縁戚関係があったために六角氏の領国である近江坂本に逃げ延び、永禄11年（1568年）に義綱と共に能登復帰を目指して挙兵したが失敗した。
天正18年（1590年）3月12日、死去した。興源院殿金岩徳祐。

## 偏諱を与えた家臣
- 伊丹続堅（いたみ つぐかた）
- 隠岐続朝（おき つぐとも）
- 熊木続兼（くまき つぐかね） - 温井総貞に同調し討死。
- 河野続秀（こうの つぐひで）- 羽咋郡堀松城主。子に肥前守、孫に土佐守（いずれも実名不明）。
- 平 続重（たいら つぐしげ）
- 長 続連（ちょう つぐつら）- 平続重の実弟。畠山七人衆の一人。
- 三宅続長（みやけつぐなが） - 三宅宗隆の父。
- 温井続宗（ぬくい つぐむね）- 総貞の子。畠山七人衆の一人。
- 温井続基（ぬくい つぐもと）- 別名:温井景員（かげかず）。
- 遊佐続光（ゆさ つぐみつ）- 畠山七人衆の一人。

## 肖像画の像主問題
高野山成慶院所蔵の長谷川等伯筆「絹本著色武田信玄画像」という壮年武将像を描いた肖像画がある。その肖像の中にある人物は、両鬢が薄く入道頭で角度によれば剃髪した人物にも映る。また、丸顔で恰幅がよく体格は老齢に近いにもかかわらず、健康的である。
この肖像の像主は甲斐国の武田信玄を描いたものとされているが、近年では藤本正行により像主問題に疑義も提唱されている。像主問題に関しては守屋正彦など信玄像主説を支持する見解もあるが、藤本正行は武田菱の家紋が描かれておらず、また39歳を数えて出家して以降、信玄は肖像を残さなかった等の点を指摘し、畠山氏の家紋も記され等伯と能登にゆかりがあることからも畠山義続を描いた可能性を提唱している。ただし、義続自身も天文20年に若くして剃髪しており、像主に髷があることは、義続ではないということをも同時に意味する。また、同じ長谷川等伯が永禄11年に描いた「法華経本尊絵曼荼羅」に、まさに義続その人であろう剃髪姿の「徳祐」が描かれており、成慶院蔵の人物像とは全く似ていない。